# Кабрера, Родриго
Родри́го Эммануэ́ль Кабре́ра Аки́но (исп. Rodrigo Emmanuel Cabrera Aquino; род. 7 августа 2004, Монтевидео) — уругвайский футболист, защитник клуба «Дефенсор Спортинг».

## Клубная карьера
Кабрера — воспитанник клуба «Дефенсор Спортинг». 14 февраля 2022 года в матче против «Пеньяроля» он дебютировал в уругвайской Примере. По итогам сезона Кабрера помог клубу завоевать Кубок Уругвая.

## Международная карьера
В 2023 году в составе молодёжной сборной Уругвая Кабрера принял участие в молодёжном чемпионате Южной Америки в Колумбии. На турнире он сыграл в матчах против сборных Боливии, Венесуэлы и Эквадора.

## Достижения
Клубные
 «Дефенсор Спортинг»
- Обладатель Кубка Уругвая — 2022